# Nguyen TK Thanh
Nguyễn Thị Kim Thanh je vietnamskou profesorkou na katedře nanomateriálů na University College London. Studuje nanomateriály a jejich aplikace v biomedicíně, zabývá se magnetickými nanočásticemi a jejich použitím k léčbě rakoviny.
V roce 2019 jí byla udělena cena Rosalind Franklinové Královské společnosti (Royal Society for the Improvement of Natural Knowledge je britská učená společnost čili akademie pro podporu věd) za její výzkum a úsilí o rovnost žen a mužů. Je držitelkou i mnoha dalších ocenění:
- Fellowship of the Royal Society of Chemistry (FRSC) je ocenění udělované jednotlivcům za významný příspěvek k rozvoji chemických věd.
- Fellowship of the Institute of Physics (FInstP) je nejvyšší dosažitelná úroveň členství fyziků, kteří jsou členy Fyzikálního ústavu (IoP),
- Fellowship of the Royal Society of Biology (FRSB) je ocenění a stipendium udělované jednotlivcům za významný příspěvek k rozvoji biologických věd.
- Fellowship of the Institute of Materials, Minerals and Mining (FIMMM) je ocenění udělované jednotlivcům za významný přínos výzkumu v oblasti materiálů, minerálů, těžby.

## Mládí a vzdělání
Thanh se narodila a vyrůstal ve Vietnamu. Studovala chemii na Vietnamské národní univerzitě v Hanoji, kterou absolvovala v roce 1992. Byla vybrána do programu Nizozemské organizace pro mezinárodní spolupráci ve vysokoškolském vzdělávání (NUFFIC) a přestěhovala se na univerzitu v Amsterdamu, kde zahájila magisterský program v chemii. Magisterský titul získala v roce 1994 a poté byla vybrána do doktorského programu biochemie na University of East London.
Během svého doktorského studia vyvinula nové techniky pro studium renální toxicity kyseliny N-fenylanthranilové (také 2-(fenylamino)benzoová kyselina). Za tímto účelem studovala různé typy lipidů v ledvinách potkanů a prokázala, že lipidy jsou životaschopnou neinvazivní metodou pro studium renální papilární nekrózy.

## Výzkum a kariéra

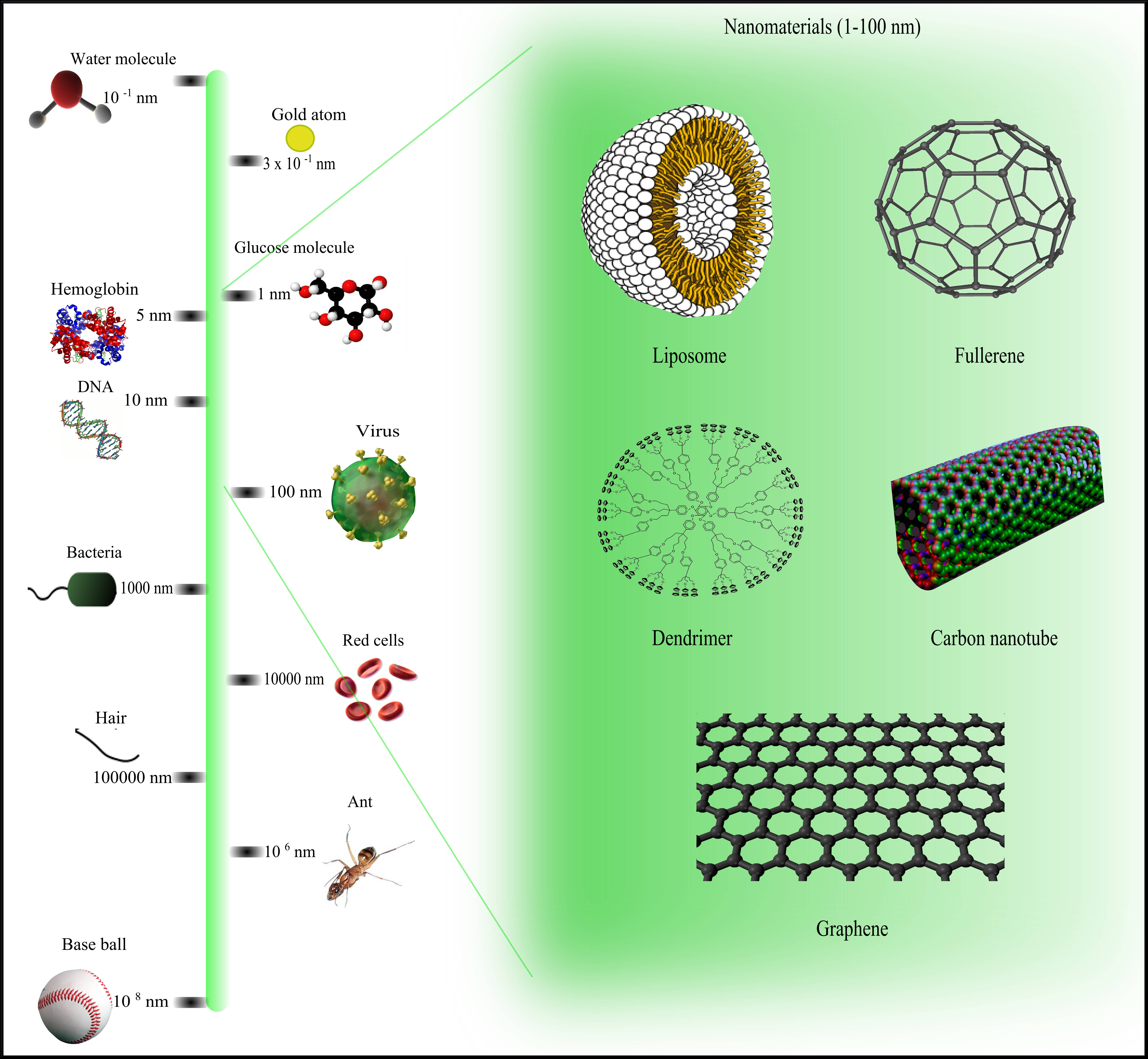
Srovnání velikostí přírodních a umělých nanomateriálů

- Srovnání velikostí přírodních a umělých nanomateriálůPo získání doktorátu byla Thanh postdoktorandkou na Aston University v Birminghamu, kde pracovala na lékařské chemii. Vyvinula techniku, která by mohla být použita k syntéze fluorescenčních verzí cyklického adenosinmonofosfátu (cAMP) a cyklického guanosinmonofosfátu (cGMP) propustných pro buněčné membrány.

- V roce 2001 se Thanh přestěhovala na University of New Orleans v USA, kde začala pracovat na nanotechnologiích. Zde vyvinula senzory nanočástic pro biologické testy. Použila zejména nanočástice zlata v kombinaci s fluorescenčními senzory.
- V roce 2003 přešla na University of Liverpool, kde pracovala v Centre for Nanoscience a zabývala se tkáňovým inženýrstvím. Pracovala především s glykosaminoglykany (také mukopolysacharidy), které tvoří velkou část mezibuněčné hmoty v pojivové tkáni - především chrupavka, vazy, šlachy. K významným mukopolysacharidům patří například kyselina hyaluronová nebo heparin.

- V roce 2005 získala stipendium Royal Society University Research Fellowship a byla jmenována přednášející.
- V roce 2007 se zúčastnila parlamentního párového schématu Královské společnosti (Royal Society for the Improvement of Natural Knowledge - britská učená společnost založená roku 1660 v Londýně) a byla spárována s Andrewem Millerem, tehdejším předsedou výboru pro vědu a technologii.
- V roce 2009 nastoupila na University College London jako docentka nanotechnologií. Studuje nanomateriály a jejich aplikace v biomedicíně. Pokračuje ve zkoumání koloidního zlata, které vzniká disperzí částic zlata v podobě nanočástic v demineralizované vodě. Dále se zajímá o magnetické nanočástice a jejich použití k léčbě rakoviny.

### Ocenění a vyznamenání
- V roce 2010 představila svou práci v oblasti nanověd na letní výstavě Royal Society Summer Exhibition. Její projekt byl vybrán časopisem New Scientist jako jeden z vrcholů výstavy.
- Je zapojena do London Centre for Nanotechnology.
- Je jedním ze zakládajících členů Global Young Academy.
- Přednášela na Světovém ekonomickém fóru, Vietnamské mladé akademii a Evropské komisi.
- V roce 2019 získala cenu Rosalind Franklin Award od Královské společnosti.

### Vybrané publikace
Mezi její publikace patří:
- Magnetic Nanoparticles: From Fabrication to Clinical Applications (Magnetické nanočástice: od výroby po klinické aplikace)
- Clinical Applications of Magnetic Nanoparticles: From Fabrication to Clinical Applications (Klinické aplikace magnetických nanočástic: od výroby ke klinickým aplikacím)
- Determination of Size and Concentration of Gold Nanoparticles from UV−Vis Spectra (Stanovení velikosti a koncentrace nanočástic zlata z UV−Vis spekter)
- Progress in applications of magnetic nanoparticles in biomedicine (Pokrok v aplikacích magnetických nanočástic v biomedicíně)